# Panoramamodtager
En panoramamodtager, panoramaadaptor eller spektrumskop er en specialiseret spektrumanalysator skabt af Marcel Wallace (F3HM) i 1932 og patenteret i 1938-1939, der viser aktiviteten på et udsnit af et frekvensbånd på en visningsenhed, forstået som signalstyrken modtaget for de enkelte radiosendere på frekvensbåndet.
Panoramamodtageren består af en radiomodtager, der gennemløber et udvalgt frekvensbånd omkring en indstillet midtfrekvens. Dette kan ske ved at en motor drejer på en drejekondensator, der indstiller modtagerens frekvens og samtidig danner et signal, der styrer den horisontale afbøjning på et oscilloskop. Styrken af de modtagne signal sendes til den vertikale afbøjning på oscilloskopet. De enkelte stationer afbildes dermed som spidser, ”pips”. Frekvensvariationen kan også laves elektronisk.
Panoramamodtagere bruges til at skabe overblik over de stationer, der sender lige nu, f.eks. ved indhentning af elektroniske efterretninger (SIGINT). Panoramamodtagere kan f.eks. afsløre spionsendere, der opererer bag egne linjer. Panoramamodtagere bruges også af nogle radioamatører.
En panoramamodtager kan være konstrueret dobbelt, således at man via den ene radiomodtager fx kan aflytte den midterste frekvens på skærmen, samtidig med at man med den anden radiomodtager får vist et spektrumskop.